# ميخائيل سوليفان (لاعب رماية)
ميخائيل سوليفان (بالإنجليزية: Michael Sullivan) هو لاعب رماية بريطاني، ولد في 6 ديسمبر 1942 في إكزتر في المملكة المتحدة.

## وصلات خارجية
- ميخائيل سوليفان على موقع الاتحاد الدولي (الإنجليزية)
- ميخائيل سوليفان على موقع أوليمبيديا (الإنجليزية)